# Phaenocarpa kashmirensis
Phaenocarpa kashmirensis är en stekelart som beskrevs av Bhat 1979. Phaenocarpa kashmirensis ingår i släktet Phaenocarpa och familjen bracksteklar. Inga underarter finns listade i Catalogue of Life.